# Pokabius praefectus
Pokabius praefectus är en mångfotingart som beskrevs av Chamberlin 1938. Pokabius praefectus ingår i släktet Pokabius och familjen stenkrypare. Inga underarter finns listade i Catalogue of Life.